# Holomelina loti
Holomelina loti là một loài bướm đêm thuộc phân họ Arctiinae, họ Erebidae.